# Adelaide Football Club
Adelaide Football Club – klub futbolu australijskiego występujący w ogólnokrajowej lidze AFL. Klub noszący przydomek „the Crows” („Wrony”) został założony w 1990 roku, a rok później zadebiutował w lidze AFL.
Klub rozgrywa swoje mecze na AAMI Stadium w Adelaide, mogącym pomieścić 51.515 widzów.

## Geneza
Na początku lat 80. XX wieku zaczęto formować ligę futbolu australijskiego o ogólnokrajowym znaczeniu (do tego czasu istniało kilka niezależnych od siebie lig stanowych). Przeniesienie z Melbourne drużyny do Sydney, następnie utworzenie drużyn w Brisbane i Perth, wymogło na związku południowoaustralijskim (SANFL) utworzenie drużyny w swoim stanie. Powodem tak późnego przystąpienia do AFL była niechęć do tej nowej struktury, która ewaluowała z ligi stanu Wiktoria (Australia Południowa od przeszło wieku rywalizuje z Wiktorią). Niemniej znaczenie sportowe i kondycja finansowa AFL ostatecznie przełamała początkową niechęć SANFL.

## Spór o nowy klub
Gdy SANFL ostatecznie zgodził się na wprowadzenie swojej drużyny do ligi AFL, zaczęto debatować kto do niej przystąpi. SANFL chciał aby do AFL przystąpił całkowicie nowy klub, który byłby reprezentantem całego stanu i ligi stanowej. Oddzielną kandydaturę do AFL już wcześniej składał klub Port Adelaide Football Club, który uchodził w całym stanie za najpopularniejszy i najbardziej utytułowany. Argumentacja Port Adelaide FC była bardzo prosta, mianowicie powoływała się na olbrzymie tradycje swojego klubu (założony w 1870 roku). Ostatecznie „zielone światło” udzielono SANFL (AFL nie chciała wchodzić w konflikt z organizacją słynącą z separatyzmu).

## The Crows
Nowy klub przyjął przydomek „the Crows”, który jest symbolem stanu. Za barwy klubowe wybrano: granat, czerwień i kolor złota. 
Od samego początku klub słynął z dużej liczby członków (obecnie ok. 50.000), a także ze świetnej frekwencji na meczach (ponad 40.000 na pojedynczym meczu).

## Sukcesy sportowe
"Wrony” dwukrotnie zdobyły mistrzostwo Australii (1997, 1998).

## Showdown
Od 1997 roku, Adelaide FC rozgrywa w sezonie AFL minimum dwa mecze derbowe z Port Adelaide FC. Są to najważniejsze wydarzenia sportowe w mieście.